# Deidrogenasi

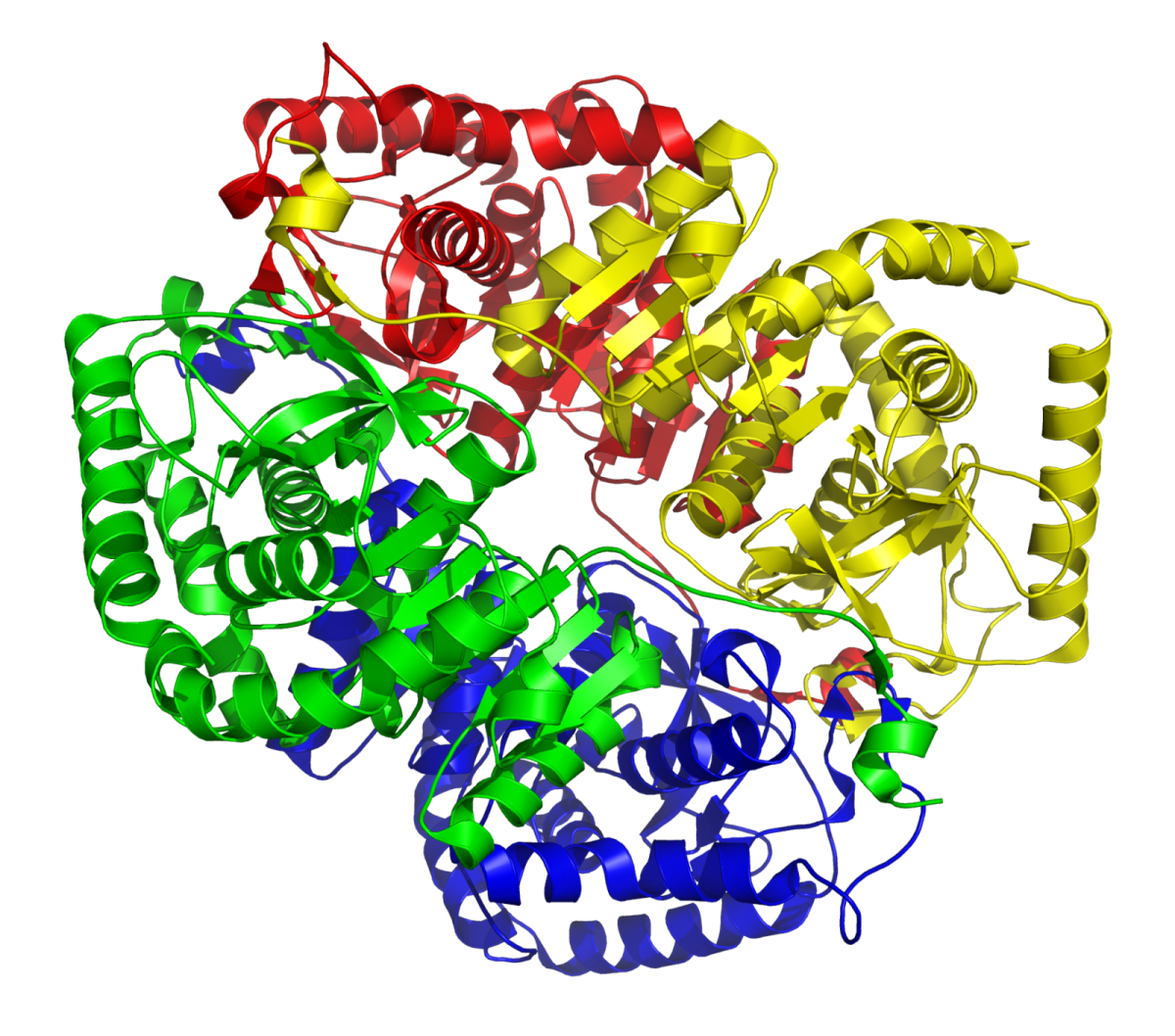
Modello tridimensionale dell'enzima Lattato deidrogenasi, riduce una molecola di NAD^{+} per ossidare l'acido lattico a piruvato.

Con il nome di deidrogenasi si intende una sottoclasse di enzimi appartenenti alla classe delle ossidoreduttasi catalizzanti reazioni biochimiche di ossidoriduzione che vedono il trasferimento di due atomi di idrogeno (un protone e uno ione idruro) da un substrato donatore ad un substrato accettore. La reazione tipica è la seguente:
substrato ridottoH2 + accettore ossidato ⇄ substrato ossidato + accettore ridottoH2
Le deidrogenasi hanno un ruolo fondamentale nei processi metabolici cellulari, processi come la glicolisi, il ciclo di krebs, la fosforilazione ossidativa e la β-ossidazione sono possibili grazie a tali enzimi che catalizzano reazioni specifiche. La scoperta delle deidrogenasi risale al 1912 quando vennero condotti esperimenti su omogenati di tessuti animali: fu osservato che in condizioni di anaerobiosi tali tessuti sono capaci di ridurre il blu di metilene in un composto incolore utilizzando atomi di idrogeno distaccati da vari acidi organici quali il succinico, il malico, l'acido citrico o il fumarico. L'esperimento comprovò l'esistenza delle deidrogenasi e in seguito anche la loro localizzazione nella matrice mitocondriale. Comunque non tutte le deidrogenasi sono collocate nei mitocondri.

## Coenzimi accettori
La maggior parte delle deidrogenasi utilizza come substrato un coenzima che a seconda delle condizioni metaboliche cellulari andrà incontro a riduzione o ad ossidazione; i coenzimi più comuni sono NAD+, NADP+, FAD e FMN. Reazione tipica con NAD+ o NADP+:
substrato ridottoH2 + NAD+ ⇄ substrato ossidato + NADH + H+
Reazione tipica con FAD o FMN:
substrato ridottoH2 + FAD ⇄ substrato ossidato + FADH2

## Deidrogenasi del ciclo di Krebs
- Isocitrato deidrogenasi
- α-chetoglutarato deidrogenasi
- Succinato deidrogenasi
- Malato deidrogenasi